# Be-bop
Be-Bop var en pinnglass från GB Glace som såldes åren 1984–1985. En glass med fyllning och överdrag av jordnötter.